# McVeytown
McVeytown é um distrito localizado no estado norte-americano de Pensilvânia, no Condado de Mifflin.

## Demografia
Segundo o censo norte-americano de 2000, a sua população era de 405 habitantes.
Em 2006, foi estimada uma população de 389, um decréscimo de 16 (-4.0%).

## Geografia
De acordo com o United States Census Bureau tem uma área de
0,2 km², dos quais 0,2 km² cobertos por terra e 0,0 km² cobertos por água. McVeytown localiza-se a aproximadamente 169 m acima do nível do mar.

## Localidades na vizinhança
O diagrama seguinte representa as localidades num raio de 20 km ao redor de McVeytown.